# Quasi-particule
Ne doit pas être confondu avec Particule virtuelle.
Les quasi-particules, ou quasiparticules, sont des entités conçues comme des particules et facilitant la description des systèmes de particules, particulièrement en physique de la matière condensée. Parmi les plus connues, on distingue les trous d'électrons qui peuvent être vus comme un "manque d'électron", et les phonons, qui décrivent des "paquets de vibration".

## Vue d'ensemble

### Introduction
Les solides sont formés de trois types de particules : les électrons, les protons et les neutrons. Bien qu'elles ne fassent pas partie de ces dernières, les quasi-particules sont plutôt issues des interactions dans le solide. On ne peut donc pas s'attendre à déceler une quasi-particule dans le vide, à la différence des particules (électrons, protons, neutrons).
Décrire le mouvement des particules dans le solide est ardu. Chaque électron et chaque proton interagit, jusqu'à un certain degré, avec tous les autres électrons et protons du système (par la loi de Coulomb), ce qui complexifie énormément la description du mouvement des particules dans le solide (voir le problème à N-corps). D'un autre côté, il est facile de décrire le mouvement d'une particule qui n'interagit avec aucune autre particule dans le solide. En mécanique classique, elle se déplacerait en ligne droite, et en mécanique quantique, elle bougerait comme une superposition d'ondes planes. Il est donc à notre avantage, pour décrire la physique du solide, d'utiliser le mouvement de quasi-particules fictives, qui agissent comme des particules sans interaction, pour décrire le mouvement de réelles particules dans les solides.
Les quasi-particules ne sont donc qu'un outil mathématique permettant de décrire plus facilement le mouvement et l'interaction des particules dans le solide.

### Simplification du problème à N-corps en mécanique quantique
La principale motivation d'utiliser les quasiparticules vient du fait qu'il est pratiquement impossible de décrire toutes les particules d'un système macroscopique. Par exemple, dans un seul grain de sable (0,1 mm), il y a déjà 1017 nucléons et 1018 électrons. Chacune d'entre elles sont attirées et repoussées par toutes  les autres par la loi de Coulomb. Pour décrire un tel système en mécanique quantique, on utilise une fonction d'onde, qui dépend de la position de toutes les particules qui interagissent entre elles. Pour le problème des électrons dans le grain de sable, si on veut résoudre directement l'équation de Schrödinger qui décrit le système, cela revient à résoudre une équation de dérivées partielles en 3 × 1018 dimensions, trois par particule du système pour chacune des composantes de la position de la particule, ce qui est en pratique impossible à résoudre.
On peut d'abord simplifier le problème par le fait que, comme tout système quantique, notre système a un état fondamental, un état où toutes les particules ont un minimum d'énergie, et une multitude d'états excités d'énergie supérieure à l'état fondamental. Dans bien des cas, seuls les états excités de basses énergies sont pertinents. En effet, comme le stipule la distribution de Boltzmann, les fluctuations thermiques de très hautes énergies ont très peu de chance de se produire, et ce à n'importe quelle température donnée.
Les quasi-particules sont un type d'excitation de basses énergies. Par exemple, un cristal refroidi au zéro absolu est dans l'état fondamental. Si on ajoute un phonon à ce cristal (en le faisant vibrer à une fréquence de résonance), alors celui-ci sera excité à un état de basses énergies. Dans ce cas-ci, le phonon est la quasi-particule. De manière générale, un état de basse énergie peut avoir plusieurs quasi-particules.
Lorsqu'un matériau est caractérisé comme ayant plusieurs quasi-particules, cela présuppose que celles-ci sont indépendantes les unes des autres, que l'on peut tout aussi bien décrire le système comme une superposition d'excitations. Cela n'est pas fondamentalement vrai. Par exemple, un solide avec deux phonons identiques n'a pas exactement une énergie deux fois plus grande qu'un cristal avec un seul phonon comparativement au niveau fondamental puisque la vibration du cristal est anharmonique. Toutefois, dans bien des matériaux, les excitations élémentaires sont assez proches d'être indépendantes. On peut donc, en première approximation, traiter les excitations apportées au système fondamental comme étant indépendantes, pour ensuite apporter des facteurs de correction à la solution trouvée, comme dans le cas de la diffusion phonon-phonon.
On simplifie ainsi grandement le problème à N-corps. Au lieu de traiter un problème à 3 × 1018 variables, il suffit de résoudre un problème avec quelques interactions plus ou moins indépendantes. On ne peut toutefois pas toujours utiliser cette technique. Dans le cas des systèmes fortement corrélés, on ne peut faire l'approximation que les excitations sont indépendantes, et les résultats obtenus par cette méthode diffèrent grandement des résultats obtenus en pratique.

### Effet sur les propriétés macroscopiques
En étudiant les propriétés individuelles des quasi-particules, il est possible d'en soutirer de l'information sur les systèmes de basses énergies, comme la chaleur spécifique : Un cristal peut emmagasiner de l'énergie sous la forme de phonons, d'excitons et/ou de plasmons. Chacune de ces excitations contribue individuellement à la chaleur spécifique.

### Bref historique
L'idée des quasi-particules provient de la théorie des liquides de Fermi de Lev Landau. Ils les avaient à l'origine introduits pour étudier l'Hélium-3 liquide. Dans le cas de l'hélium-3, il y a une grande similitude entre la notion de quasi-particules et les excitations d'un champ élémentaire quantique présentes dans la théorie des champs quantiques. Les fondements de la théorie de Landau sont définis par une équation cinétique dans le cadre de la théorie des champs moyens. L'équation de Vlassov, valide pour les plasmas dans l'approximation des plasmas, est similaire à cette dernière. Dans l'approximation des plasmas, les particules chargées se déplacent dans le champ électromagnétique formé par l'ensemble des particules tout en négligeant les collisions dites ''dures'' entre les particules. Lorsqu'une équation cinétique de champ moyen décrit correctement le système au premier ordre, alors les corrections apportées au second ordre permettent de déterminer l'entropie du système. Le terme de second ordre prend habituellement la forme d'un terme collisionnel Boltzmann-esque, dans lequel ne figure que les collisions dites ''éloignées'' entre des particules virtuelles, en d'autres mots des quasi-particules.

## Liste de quasi-particules
| Quasi-particule        | Signification                                                                              |
| ---------------------- | ------------------------------------------------------------------------------------------ |
| Bipolaron              | Paire liée de deux polarons                                                                |
| Chargeon               | Intervient dans les situations de séparation spin-charge                                   |
| Exciton                | États liés d'un électron libre et d'un trou                                                |
| Fluxon                 | Quantum de flux électromagnétique                                                          |
| Holon                  | Antiparticule du chargeon                                                                  |
| Magnon                 | Excitations cohérentes des spins d'électrons dans un matériau                              |
| Orbiton                | Intervient dans les situations de séparation spin-charge caractérisant l'orbitale atomique |
| Phonon                 | Modes vibratoires à l'intérieur d'une structure cristalline                                |
| Plasmon                | Excitations cohérentes d'un plasma                                                         |
| Polaron                | Quasi-particule composée d'un électron localisé couplé avec un champ de polarisation       |
| Polariton              | Mélanges de photons et d'autres quasi-particules                                           |
| Roton                  | Un état d’excitation élémentaire dans l’hélium 4 superfluide                               |
| Soliton                | Onde solitaire qui se propage sans se déformer dans un milieu non-linéaire et dispersif    |
| Spinon                 | Intervient dans les situations de séparation spin-charge                                   |
| Trou d'électron (trou) | Absence d'un électron dans la bande de valence                                             |